# Gérard de Borgo San Donnino
Gérard de Borgo San Donnino, en italien Gerardo di Borgo San Donnino est un religieux italien de l'ordre franciscain (mort en 1276).

## Biographie
Né à Borgo San Donnino (aujourd'hui Fidenza, en Émilie-Romagne), Gérard fait son éducation dans le royaume de Sicile puis se rend en France pour compléter ses études. Il adhère aux idées millénaristes de Joachim de Flore. En 1248, il fait partie du petit cénacle joachimite du couvent de Provins, avec Salimbene de Adam et Barthélemy Ghiscolo de Parme. Ils tentent de convaincre le roi Louis IX de ne pas organiser la huitième croisade, pressentant son échec.  
Le cénacle de Provins est dissout vers 1249. Ghiscolo est envoyé à Sens, Salimbene à Autun, et Gérard à Paris, pour y représenter aux études de l'université la province de Sicile. Il y reste quatre ans.
Vers 1254 il publie à Paris Introductorium in Evangelium Aeternum (Introduction à l’Évangile éternel), livre dans lequel il reprend les idées de retour à la pauvreté évangélique de Joachim de Flore et où il annonce l'ère nouvelle pour 1260, en s'appuyant sur l'Apocalypse. L'ami de Gérard, Jean de Parme, est soupçonné d'en être l'auteur par les recteurs de l'université de Paris. Le texte, envoyé au pape Alexandre IV par l'archevêque de Paris, est examiné par une commission de trois cardinaux réunie à Anagni en juillet 1255 et condamné le 23 octobre 1255. Gérard est arrêté et condamné à la prison à vie. Il y reste jusqu'à sa mort en 1276, sans jamais se rétracter.